# 2014年から2017年のブラジル経済危機
ブラジルは2014年の中旬以降、現在まで経済危機がブラジルの経済を揺さぶる。経済危機はブラジルの政治危機と結びついて、反政府抗議運動が全土を覆い、当時の大統領だったジルマ・ルセフ大統領を2016年8月に弾劾により失脚させ、代わりに経済を回復する事を約束したミシェル・テメルが就任した。
危機の症状の一つは、大きな経済不況で、1930年以来、初めて2年連続で国内総生産（GDP）が減少した。2015年に約3.8％縮小して2016年9月には、1200万人のブラジル人が失業して失業率は11.8％に達した。

## 参照
1. ↑  “ブラジルのルセフ大統領、上院弾劾裁判で罷免 最高裁への上訴検討”. Reuters Japan (Thomson Reuters). (2016年9月1日) 2016年9月1日閲覧。
2. ↑  “ルセフ大統領、弾劾で失職＝後任にテメル氏－ブラジル”. 時事ドットコム (時事通信社). (2016年9月1日) 2016年9月3日閲覧。
3. ↑  http://g1.globo.com/jornal-hoje/noticia/2017/03/brasil-vive-pior-recessao-da-historia.html
4. ↑  http://epoca.globo.com/ideias/noticia/2016/04/como-o-brasil-entrou-sozinho-na-pior-crise-da-historia.html
5. ↑  http://economia.estadao.com.br/noticias/geral,pib-despenca-3-8-em-2015--na-maior-recessao-desde-1990,1839219
6. ↑  http://www1.folha.uol.com.br/mercado/2016/09/1818323-numero-de-desempregados-atinge-12-mi-no-trimestre-encerrado-em-agosto.shtml